# Катаріна Баунах
Катаріна Баунах (18 січня 1989 р.) — німецька футболістка. Зараз грає за Вольфсбург і вперше грала у складі німецької збірної у лютому 2009 року.

## З відзнакою

### Клуб
Баварія Мюнхен
- Бундесліга (2): 2014–15 , 2015–16
- DFB-Pokal (1): 2011–12
- Кубок Бундесліги (1): 2011

### Міжнародний
- Переможець Кубка Північної Європи U-16 — 2005 рік
- Переможець чемпіонату Європи U-19 — 2007
- Чемпіонат світу з футболу U-20 третє місце — 2008 рік